# Mesembryanthemum emarcidum
Mesembryanthemum emarcidum är en isörtsväxtart som beskrevs av Carl Peter Thunberg. Mesembryanthemum emarcidum ingår i Isörtssläktet som ingår i familjen isörtsväxter. Inga underarter finns listade i Catalogue of Life.